# Ивена
Ива Добрева, известна с артистичния си псевдоним Ивена, е българска попфолк певица.

## Биография и творчество
Родена е на 26 април 1981 г. в Русе. През 2002 г. започва музикалната си кариера в „Ара Аудио-видео“. Първите песни, които записва, не са включени в албум – „Любовна нощ“, „Като перла“ и „Болката от утре“. Върху тези песни са заснети и първите ѝ видеоклипове.
Четири години след началото на кариерата си през 2006 г., издава първия си самостоятелен албум озаглавен „Сърцето ми“. През следващите години Ивена издава албумите „Женски номера“ (2008) и „Без отпечатъци“ (2012).
През 2011 г. участва в лятното турне на Фен ТВ във Враца, Русе, Велико Търново, Стара Загора, Пловдив, Хасково и Перник.
Певицата има съвместни песни със Сами, Кости Йонита, Джина Стоева, Теньо Гогов, Дебора, DJ Дамян Вълчев, DJ Mike, Аристос Константину и Славена, както и няколко записани фолклорни песни.
През 2015 г. напуска „Ара Мюзик“ и преминава към самопродуциране.
На 29 септември 2021 г. певицата ражда дъщеря си Мериан.

## Дискография

### Студийни албуми
- Сърцето ми (2006)
- Женски номера (2008)
- Без отпечатъци (2012)

## Награди
- 2004 – Втора награда за авторска песен – „Пирин фолк“[6]
- 2008 – Най-излъчвана песен в ефира на радио „Вероника“ за 2007 г. за „Още по-добре“[6]
- 2008 – Най-атрактивен видеоклип на Балканите „Женски номера“ – Фолк хит на годината – Хърватска[6]
- 2008 – Най-проспериращ попфолк изпълнител – „Фен ТВ“[6]